# Billy Steinberg
Billy Steinberg (* 26. Februar 1950) ist ein US-amerikanischer Musiker und Songwriter, der vor allem für seine Kompositionen zusammen mit Tom Kelly und Rick Nowels bekannt ist.

## Karriere
Billy Steinberg begann seine musikalische Karriere als Sänger einer Coverband. Er begann seine eigenen Songs zu schreiben und gründete eine eigene Band, die auch einen Plattenvertrag bekam. Selbst hatte er keinen Erfolg, jedoch wurde die Coverversion seines Lieds How Do I Make You von Linda Ronstadt 1980 ein Nummer-10-Hit in den USA. Auch Pat Benatar coverte seine Songs und als er den Musiker und Songwriter Tom Kelly kennenlernte, beschlossen die beiden, ein Songwriterteam zu bilden.
In den 1980er und frühen 1990er Jahren schrieben die beiden zahlreiche Hits, von denen es fünf bis an die Spitze der Billboard Hot 100 schafften. Like a Virgin brachte Madonna 1984 den internationalen Durchbruch und wurde in die Rock and Roll Hall of Fame aufgenommen, True Colors und Eternal Flame waren gleich mehrfach von verschiedenen Interpreten erfolgreich. 2011 wurden beide gemeinsam in die Songwriters Hall of Fame aufgenommen.
Als sich Tom Kelly Mitte der 90er vom Songwriting zurückzog, machte Steinberg unter anderem mit dem Produzenten Rick Nowels weiter und war auch da weiterhin erfolgreich. Für die Beteiligung am Album Falling into You von Céline Dion wurden beide 1997 mit einem Grammy Award ausgezeichnet.

## Songwriting
Nummer-eins-Hits
zusammen mit Tom Kelly (USA)
- Like a Virgin / Madonna
- True Colors / Cyndi Lauper
- So Emotional / Whitney Houston
- Eternal Flame / The Bangles (Co-Autorin: Susanna Hoffs)
- Alone / Heart

zusammen mit Rick Nowels (UK, Österreich)
- I Turn to You / Melanie C (Co-Autorin: Melanie Chisholm)

andere
- I Touch Myself / Divinyls (mit Tom Kelly, Chrissy Amphlett, Mark McEntee)
- I Drove All Night / Cyndi Lauper (mit Tom Kelly)
- I’ll Stand by You / The Pretenders (mit Tom Kelly und Chrissie Hynde)
- All About Us / t.A.T.u. (als Co-Autor)